# ATI Rage
ATI Rage je řada grafických karet podporující GUI 2D akcelerace, video akcelerace a 3D akcelerace. Je pokračovatel řady Mach 2D akcelerátorů.

## 3D Rage (I)
Originální 3D Rage (neboli Mach64 GT) čip je založen na Mach64 2D jádru s novými 3 funkcemi a MPEG-1 akcelerací. 3D Rage byl použit na ATI 3D Xpression grafických kartách.

## 3D Rage II (II+,II+DVD)

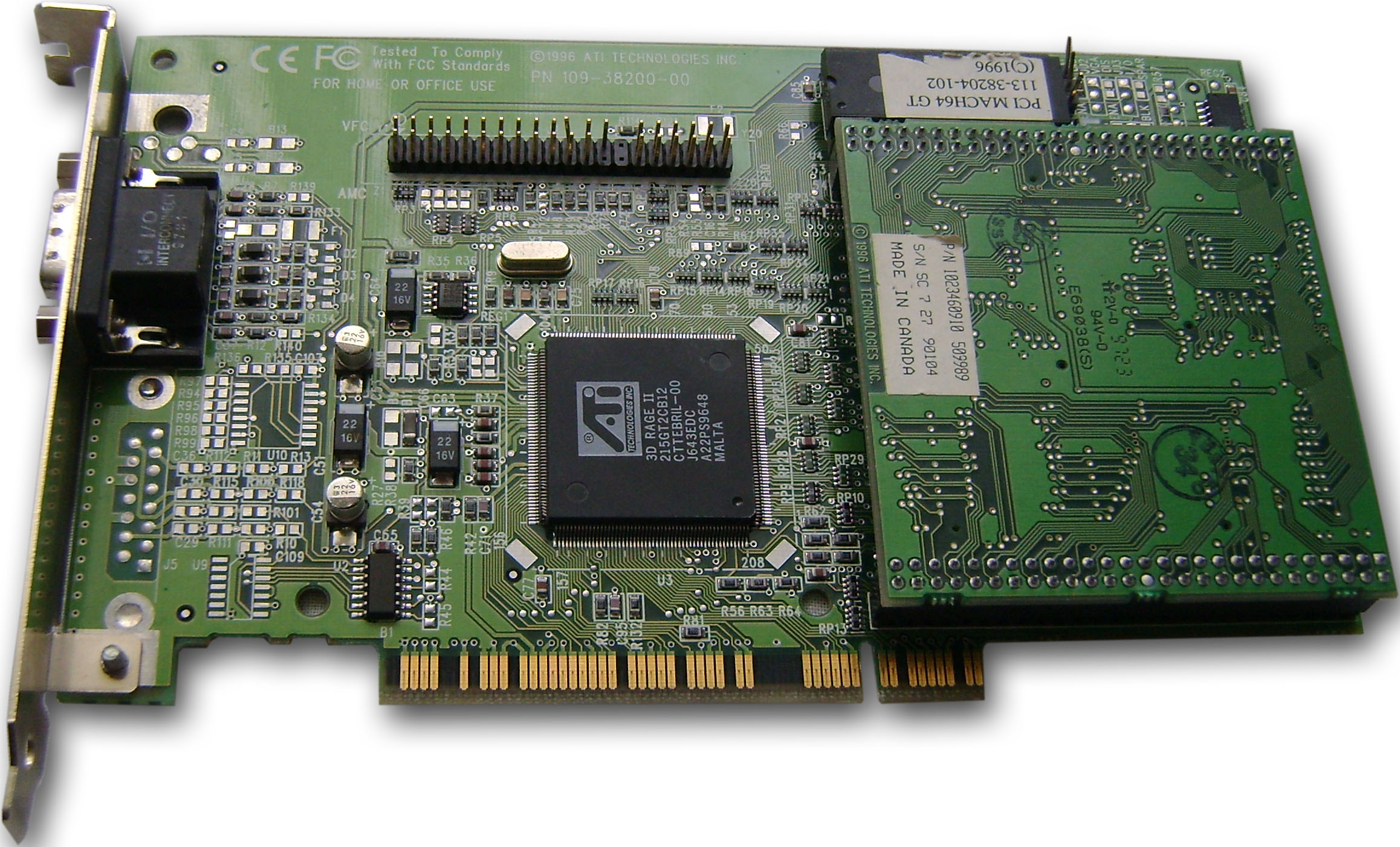
Grafická karta ATI 3D Rage II

Druhá generace Rage (neboli Mach64 GT-B) nabízí zhruba 2x vyšší 3D výkon. Grafický procesor je postaven na předělaném Mach64 GUI jádru s optimálním 2D výkonu s jednocyklovými EDO paměťmi nebo vysoce výkonnými SGRAM. 3D Rage II čip je rozšířený, pinově kompatibilní s 3D Rage akcelerátory. Čip je kompatibilní s druhou generací PCI, má o 20 % výkonu více ve 2D a přidána kompatibilita s přehráváním MPEG-2 (DVD video). Čip podporuje v ovladačích Microsoft Direct3D a Reality Lab, QuickDraw 3D Rave, Criterion RenderWare a Argonaut BRender.
Rage II byl montován do některých Macintosh počítačů. Obsahovaly ho Macintosh G3, Power Mac 6500 a originální iMac G3 (RageII +).
Specifikace RAGE II+DVD:
- Frekvence jádra 60 MHz.
- Frekvence SGRAM pamětí až 83 MHz.
- Paměťová propustnost 480 MB/s.
- DirectX 5.0

## 3D Rage Pro & Rage IIc

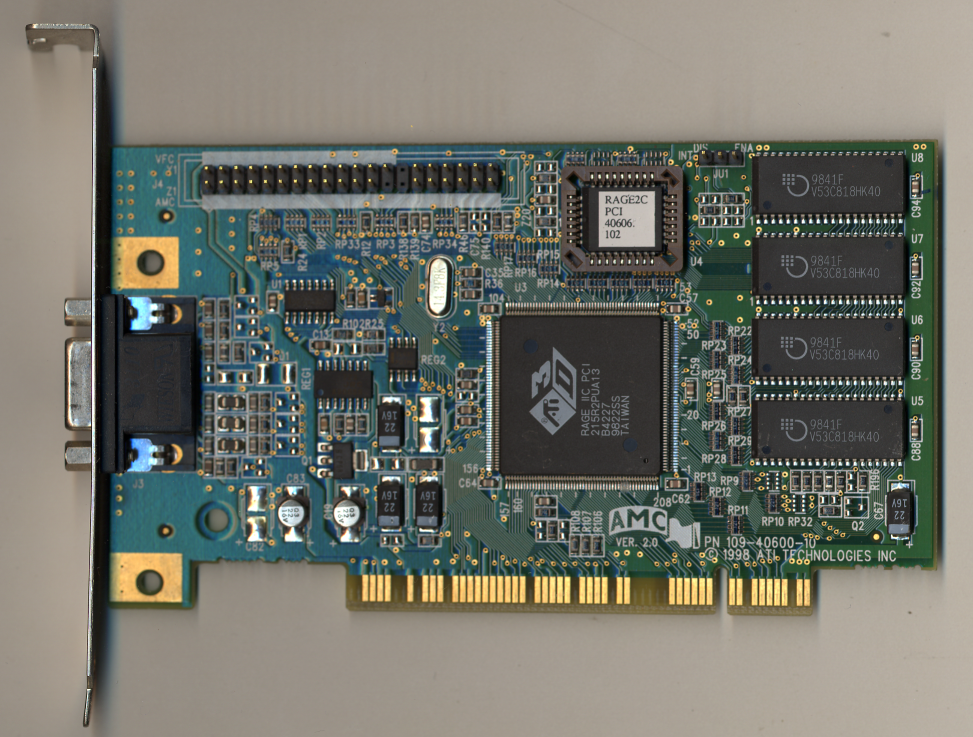
Grafická karta RAGE IIC PCI

ATI udělala několik změn proti Rage II, a new triangle setup engine, perspective correction improvements, podpora mlhy a průhlednosti, specular lighting support, rozšíření přehrávání videa a DVD podpora. Čip 3D RAGE Pro byl navržen pro Intelovský AGP, taking advantage of execute-mode texturing, command pipelining, sideband addressing, and full 2x-mode protocols. Standardně dodávaná paměť byla 8 MiB SGRAM nebo 16 MiB WRAM. 3D RAGE IIC není postavena na jádru RAGE II, jednalo se o jádro 3R RAGE Pro se sníženou cenou.
RAGE Pro nabízela výkon jako NVIDIA RIVA 128 a 3dfx Voodoo akcelerátory, ale v praxi nebyla výkonnější. V době uvedení postrádala podporu OpenGL. V únoru 1998 přejmenovala čip na "RAGE Pro Turbo" a díky novým ovladačům (4.10.2312) se honosila o 40% větším výkonem v testovacích programech (benchmarks). Ve hrách stále nabízel čip stejný výkon. To se podepsalo na pověsti čipu a přesto že ATI nakonec vydala ovladače, které zvyšovaly výkon i ve hrách, o kartu již mezi hráči nebyl zájem.
RAGE Pro byl prodávám jako Xpert@Work nebo Xpert@Play, na Xpert@Play byl TV-out navíc. Byl navíc integrován do grafického čipsetu Sun Ultra 5/10 pracovní stanice.

## Rage LT & Rage LT PRO
RAGE LT (neboli Mach64 LT) byl letován na základní desky nebo do mobilních zařízení (notebook). Čip byl vydán v roce 1996, byl velmi podobný RAGE II a podporoval podobné příkazy (programování). Byl vyvinut s technologií LVDS (Low Voltage Differential Signaling) pro notebook LCD a měl pokročilou správu napájení (block-by-block power control). RAGE LT PRO byl postaven na 3D RAGE PRO, byl první použitý mobilní GPU do AGP. Nabízel funkci "Filtered Ratiometric Expansion", která automaticky upravila obraz do maximální velikosti (full screen). ATI ImpacTV2+ byl integrován do čipu RAGE LT PRO s podporou zobrazení vícekrát obrazu, tj. současný výstup na TV, CRT a LCD. Dále může ovládat 2 displeje s rozdílným obrazem a obnovovací frekvencí s integrovaným duálním nezávislým CRT ovládáním.

## Rage XL
RAGE XL byla levnější verze RAGE Pro čipu. Nízko odběrové řešení s možností 2D akcelerace, čip byl použit na mnoha kartách nižší třídy (low-end). Objevil se i na některých základních deskách od Intelu v roce 2004 a 2006 byl použit pro serverové základní desky. RAGE XL byl následně předělán na ATI ES1000.
Čip byl zmenšení RAGE Pro, s optimalizací pro levnější segment se základními grafickými výstupy byla nezbytnost.

## Rage 128
Postupně se ATI snažilo vytvořit nejrychlejší a velmi pokročilý 3D akcelerátor, proto ATI přišla s Rage 128. Byly 2 verze RAGE 128 GL a RAGE 128 VR. VR byla levnější varianta s vnitřním 128bitovým návrhem a vnější 64bitovou paměťovou sběrnicí. GL byl navržen plně 128bitový.
- Magnum
  - Do pracovních stanic pro OEM trh.
  - 32 MiB SDRAM
- RAGE Fury
  - Stejný výkon jako u Magnum, ale byla zaměřena na trh s hráči.
  - 32 MiB SDRAM
- Xpert 128
  - Použit čip RAGE 128 GL.
  - 16 MiB SDRAM
- Xpert 2000
  - Čip RAGE 128 VR s 64-bit paměťovou sběrnicí.

Rage 128 podporoval Direct3D 6 a OpenGL 1.2 . Podporoval mnoho funkcí z předešlých verzí Rage, jako nastavení trojúhelníků (triangle setup), DVD akcelerace a schopnost VGA/GUI akcelerace. Rage 128 měl přidaný inverse discrete cosine transform (IDCT) acceleration to the DVD repertoire. Bylo to první dvojitý renderování od ATI, možnost 2 pixelů za takt na výstupu (two pixel pipelines). Čip uměl dobře 32bitový barevný mód, ale 16bitový byl už horší, Rage 128 nebyl rychlejší v 16bitovém nastavení barev, přesto že bylo méně náročné na propustnost. Byl konkurencí proti NVIDIA RIVA TNT, Matrox G200 a G400 a 3dfx Voodoo 3 (plně nepodporoval 32bitové barvy).
- 8 miliónů tranzistorů, 0.25 µm proces.
- 3D funkce
  - Hardwarová podpora pro vertex arrays, mlhu a fog table.
  - Alpha blending, vertex and Z-based fog, video textures, osvětlení textur
  - Single clock bilinear and trilinear texture filtering and texture compositing
  - Perspective-correct mip-mapped texturing with chroma-key support
  - Vertex and Z-based reflections, shadows, spotlights, 1.00 biasing
  - Hidden surface removal using 16, 24, or 32-bit Z-buffering
  - Gouraud and specular shaded polygons
  - Line a edge anti-aliasing, bump mapping, 8-bit stencil buffer
- 250 MHz RAMDAC
- AGP 2x a 4x.

### Rage 128 Pro
Rage 128 Pro byl nástupcem Rage 128. Tento čip obsahoval některá vylepšení including an enhanced triangle setup engine that doubled geometry throughput to eight million triangles/sec, lepší filtrování textur, DirectX 6.0 komprese textur, podpora AGP 4x a DVI a RAGE Theater čip pro lepší kódování/dekódování videa. Čip byl letován na hráčsky orientované grafické karty RAGE Fury Pro a kancelářsky orientované Xpert 2000. PRO RAGE 128 Pro měl konkurenci Voodoo 3 3500, RIVA TNT2 Ultra a Matrox G400 MAX.

### Alternativní renderování snímků
anglicky Alternate Frame Rendering
RAGE Fury MAXX obsahoval 2x čip Rage 128 Pro v konfiguraci alternativního renderování snímků pro získání až skoro 2x většího výkonu.

## Rage 6
Nebyl vydán pod jménem Rage x, ale pod jménem Radeon xxx. Díky tomu je Rage 128 Pro poslední vydaný čip ze série Rage.

## Mobilní verze
Většina verzí Rage byla použita v mobilním segmentu. Některé verze byly zvlášť upraveny a vyladěny pro mobilní segment. Byly to první grafické karty s přezdívkou "Mobility" (mobilní).
- RAGE Mobility C, EC, L, M2
  - založeno na RAGE Pro
  - Motion Compensation
- RAGE Mobility P, M, M1
  - založeno na RAGE 128
  - Motion Compensation
  - IDCT
- RAGE Mobility 128, M3, M4
  - založeno na RAGE 128Pro
  - Motion Compensation
  - IDCT

Tyto karty nejsou kompatibilní s funkcemi DirectX 9.0c.